# 홍가신 초상
홍가신 초상(洪可臣 肖像)은 대한민국 충청남도 아산시에 있는 조선시대의 홍가신의 초상이다. 2010년 7월 30일 충청남도의 문화재자료 제404호로 지정되었다.

## 개요
남양홍씨 문장공파 종가에 가전(家傳)되어 온 《홍가신 초상》은 화면의 오른쪽 상부 여백에 〈晩全洪先生六十四歲像 辛亥四月 日 改摸〉라 쓴 묵서가 있으며 아래쪽 뒷면 배접지에서 〈畵師 李命紀 粧簇 任遇春〉이라는 묵서가 확인된다. 이 기록에 의거하면, 《홍가신 초상》은 홍가신이 청난공신에 책록되던 해, 그의 나이 64세 때 제작된 초상화를 1791년(정조 15) 이명기가 모사하고 임우춘이 장황하였다고 되어있다. 이명기는 어진을 비롯해 다수의 사대부 초상화를 제작했던 정조대의 화원(畵員)으로, 이름자의 "命基"를 "命紀"로 표기하고 있다.
《홍가신 초상》은 홍가신이 1604년, 청난공신 1등에 책록됨에 따라 왕명으로 제작된 공신도상을 모본으로 후대에 이모된 작품이다. 화면의 앞뒤에 주인공과 화가, 장황가에 대한 정보를 담은 초상화로서 의미가 있으며 17세기 초 공신도상의 형식과 함께 18세기의 초상화법이 함께 나타나고 있는 작품으로 역사적·예술적 가치가 커 충청남도 문화재자료로 지정되었다.

## 같이 보기
- 홍가신

## 참고 자료
- 홍가신초상 - 국가유산청 국가유산포털